# یرتی
یرتی یک منطقهٔ مسکونی در سوریه است که در منطقه القرداحه واقع شده‌است. یرتی ۹۰۲ نفر جمعیت دارد و ۴۰۰ متر بالاتر از سطح دریا واقع شده‌است.